# Männerturnverein Stuttgart 1843 2017-2018
Questa voce raccoglie le informazioni riguardanti il Männerturnverein Stuttgart 1843 nelle competizioni ufficiali della stagione 2017-2018.

## Organigramma societario
Area direttiva
- Presidente: Tim Zimmermann

Area tecnica
- Allenatore: Giannīs Athanasopoulos
- Allenatore in seconda: Tamari Miyashiro
- Scout man: Ioannis Paraschidis, Andreas Bühler

Area sanitaria
- Medico: Andreas Hoffmann, Zieger, Frank Zieger

## Rosa
| N° | Nome               | Ruolo | Data di nascita  | Nazionalità sportiva |
| -- | ------------------ | ----- | ---------------- | -------------------- |
| 1  | Nikoleta Perović   | S/O   | 1º novembre 1994 | Montenegro           |
| 2  | Femke Stoltenborg  | P     | 30 luglio 1991   | Paesi Bassi          |
| 3  | Micheli Pissinato  | C     | 28 marzo 1984    | Brasile              |
| 5  | Mallory McCage     | C     | 2 febbraio 1994  | Stati Uniti          |
| 6  | Annie Cesar        | L     | 26 aprile 1994   | Germania             |
| 7  | Renáta Sándor      | S     | 15 dicembre 1990 | Ungheria             |
| 8  | Julia Schaefer     | S     | 3 luglio 1996    | Germania             |
| 9  | Nika Daalderop     | S     | 29 novembre 1998 | Paesi Bassi          |
| 10 | Pia Kästner        | P     | 29 giugno 1998   | Germania             |
| 11 | Teodora Pusić      | L     | 12 marzo 1993    | Serbia               |
| 12 | Deborah van Daelen | S/O   | 24 marzo 1989    | Paesi Bassi          |
| 14 | Jenna Potts        | C     | 28 febbraio 1994 | Stati Uniti          |
| 16 | Michaela Mlejnková | S     | 26 luglio 1996   | Rep. Ceca            |
| 17 | Paige Tapp         | C     | 21 giugno 1995   | Stati Uniti          |